# Romeu Filemón
Romeu Katatu Filemón, mais conhecido como Romeu Filemón (Benguela, 19 de julho de 1965) é um treinador de futebol angolano. Atualmente encontra-se desempregado.

## Carreira
Sem ter jogado futebol profissionalmente, iniciou sua carreira em 2004, comandando o Desportivo Sonangol (hoje, Atlético do Namibe). Passou ainda por Benfica de Lubango, Académica Soyo, Santos de Angola, Primeiro de Agosto, Benfica de Luanda e Kabuscorp, clube de sua cidade natal.

## Seleção Angolana
Entre 2008 e 2009, Filemón treinou a Seleção Angolana Sub-20. Ele ainda teve passagens pelo time principal dos Palancas Negras, como interino em 2 oportunidades: em 2012, substituiu Lito Vidigal, e entre 2014 e 2015 sucedeu o uruguaio Gustavo Ferrín, perdendo o emprego em decorrência de "ausência injustificada".